# Новіціят

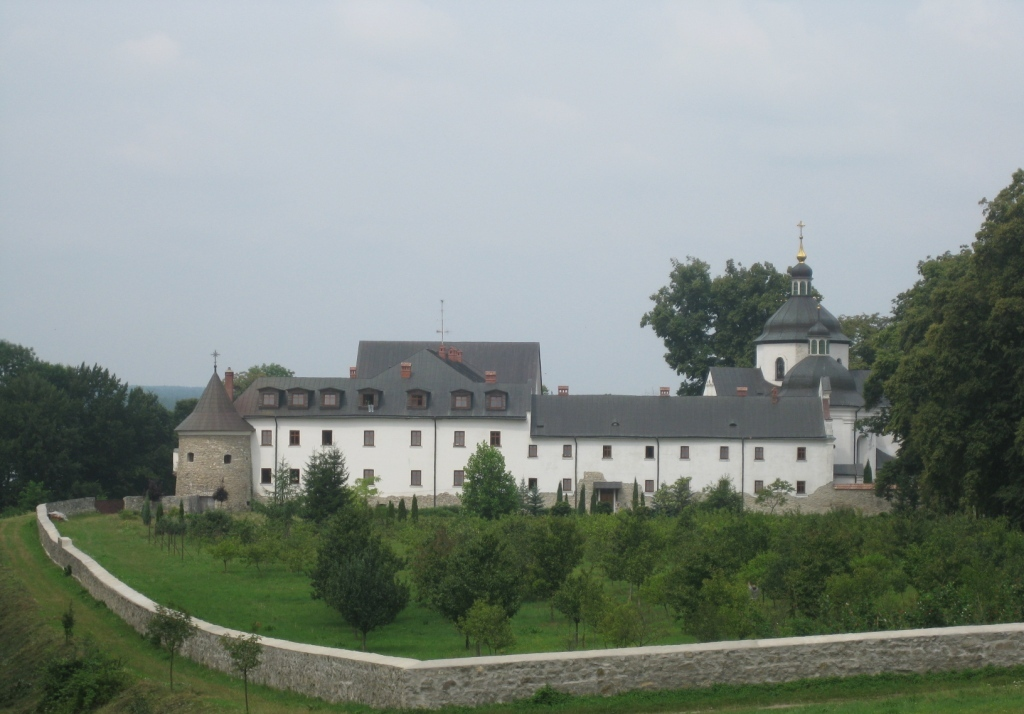
Крехівський монастир — осідок новіціяту Василіянського Чину в Україні

Новіція́т (іноді новіціат, від лат. noviciatus, novitiatus «новий, недосвідчений», з novus «новий») — у католицькій церкві період послуху, тобто випробування вступників у чернечий орден — «новіціїв» (або: «новиків»).
Мінімальна тривалість новіціяту в латинському обряді становить 12 місяців і полягає в дотриманні загальних правил ордену та спеціальної духовної праці над собою в монастирі під керівництвом спеціального «наставника новіціїв» («магістра новиків»). Проходження новіціяту — обов'язкова умова для принесення чернечих обітниць. Новіцій носить особливий одяг ордену, відмінний від мирського, виконує статут ордену і підкоряється його керівництву, але в будь-який момент може покинути обитель і повернутися в світ, хоча такий вчинок може спричинити відмову в прийнятті в новіціят у майбутньому.
Канонічне право регулює загальні засади прийняття, проходження і завершення новіціяту, але детальніші особливості життя новіціїв специфічні для кожного чернечого інституту. Новіцій повинен бути католиком, не молодшим 17 років, вільним від шлюбу і яких-небудь обітниць. Після закінчення встановленого терміну проходження новіціяту настоятель общини ухвалює рішення про подальшу долю послушника — він може бути допущений до принесення чернечих обітів, видалений зі спільноти, або йому може бути продовжений термін новіціяту. У разі позитивного рішення на новіція чекає професія — урочисте прийняття в орден через складення обітів. Новіцій ставав повноправним ченцем після постригу і вручення чернечих одеж.
У традиційних східних католицьких монастирях термін новіціяту, як правило, складає не менше трьох років, а в східних орденах і конгрегаціях, організованих на зразок латинських чернечих інститутів, — один рік.
Новіціятом називають також приміщення в монастирі, призначене для новіціїв.